# Valor liquidatiu
Valor liquidatiu (en anglès: Net Asset Value; acrònim NAV) és l'expressió per a referir-se als actius d'una entitat menys el valor dels seus deutes. L'expressió és usada habitualment per a referir-se als fons d'inversió i es calcula sumant els actius del fons d'inversió més la liquiditat, restant-li les despeses, i dividint el resultat pel nombre total de participacions del fons. Per exemple, si un fons està format per un total de 500.000 participacions, té en cartera accions per valor de 9.000.000 €, i 1.000.000 € en liquiditat, el seu valor liquidatiu serà de 20 €.
El valor liquidatiu d'un fons d'inversió es calcula tan sols al tancament del mercat. Cal tenir present que a l'adquisició de participacions d'un fons d'inversió, el preu carregat serà el valor liquidatiu del tancament del dia anterior. També cal tenir present que a diferència de les accions, que són limitades, les participacions d'un fons d'inversió no tenen límit; ara bé, la compra de participacions no dilueix el valor liquidatiu de les participacions atès que el denominador i el numerador varien en la mateixa proporció. Si hom vol comprar 1.000 € en participacions, se li aplicarà el preu de tancament del día anterior, 20 €, adquirint, per tant, 50 participacions. Al final del dia el valor liquidatiu serà: (en el supòsit que les accions no haguessin variat de valor) 9.000.000 € i 1.001.000 € en liquiditat, dividit per 500.050 participacions. El valor liquidatiu continua essent de 20 €; el valor liquidatiu d'un fons d'inversió tan sols varia en funció del preu de les accions que el formen.